# Carneio

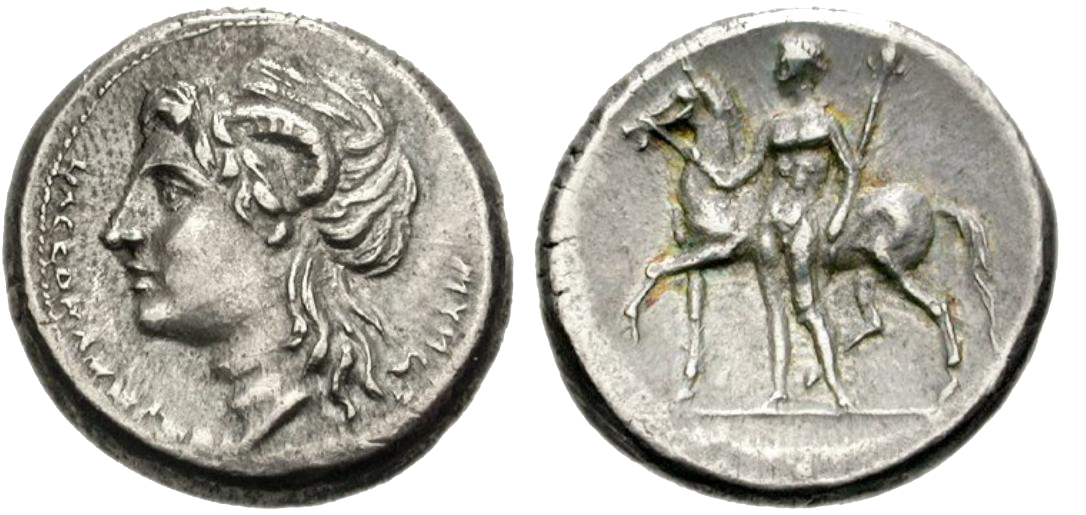
La testa di Carneio sulla sinistra

Carneio o Carneo, (in greco antico: Κάρνειος?) era una divinità antica dei Dori, fusa in seguito con l'epiteto d'Apollo, figlio di Zeus e di Leto (Latona per i Romani).

## Il mito
Sono diversi i miti legati al nome di Carneio e alla sua origine, fra cui:
- Esisteva un bosco sacro ad Apollo dei Cornioli, al che utilizzarono il suo legno per creare il cavallo poi usato per espugnare la città di Troia nella famosa guerra. La divinità si infuriò e per placarsi ebbe numerosi sacrifici, in quell'occasione venne chiamato per la prima volta Carneio spostandone alcune lettere dal nome precedente.
- In Sparta veniva chiamato Oiketes (della casa), per via del fatto che si trattava di un culto domestico, primo cultore di tale era Crio il figlio di Teocle, per via delle antiche lotte fra Sparta e Dori (la conquista dei secondi della prima).
- Il nome di un veggente, Carno.[1]

## Culto
Diverse prove del culto della divinità sono ormai andate perdute, ma alcune testimonianze le ritroviamo negli scritti e nei racconti dell'epoca, Pausania ricorda di un tempio a Sicione, vicino al santuario di Era.

### Festività
Nel mese del carneo a Sparta si tenevano le Carnee, feste tenutesi in onore di Apollo Carneio, durante le quali ogni attività bellica veniva sospesa.